# Free Fire no esporte eletrônico

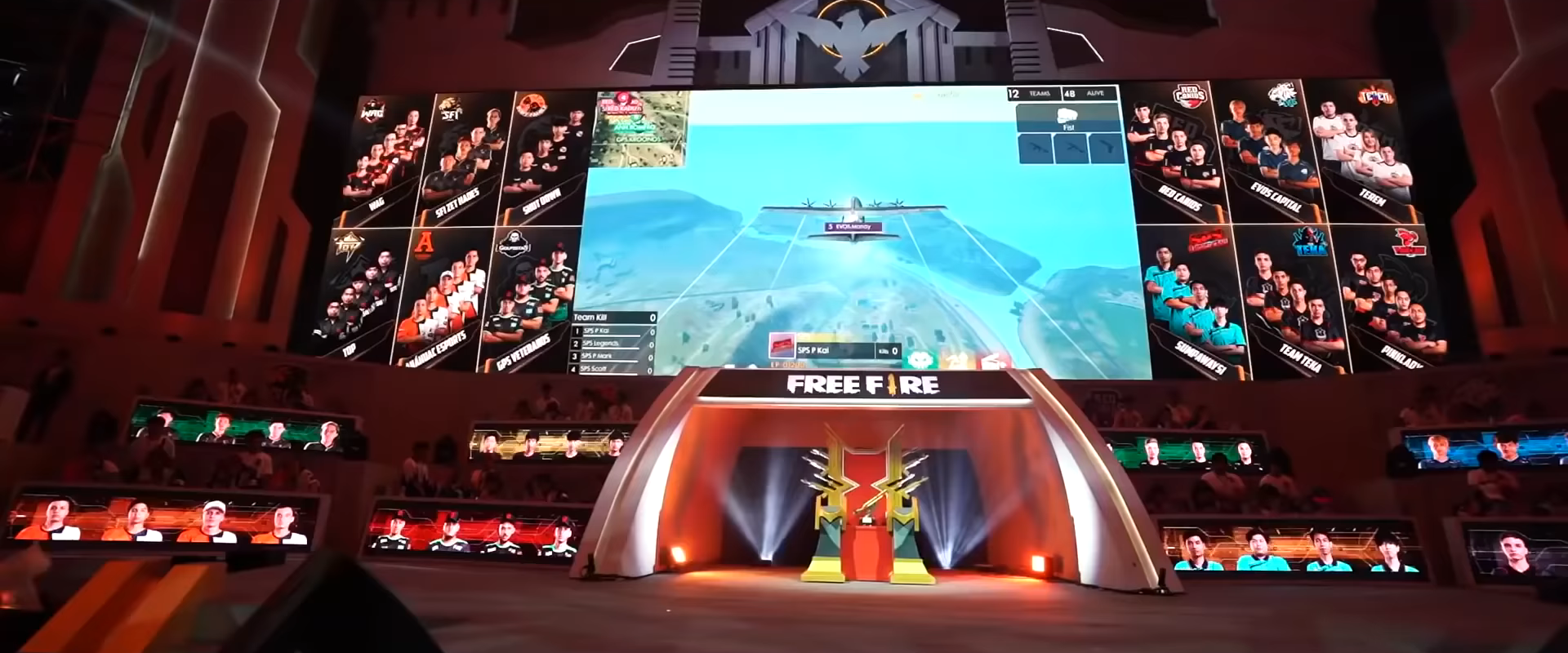
Free Fire World Cup 2019, o primeiro campeonato mundial de Free Fire

O jogo de battle royale Free Fire é conhecido no esporte eletrônico. Desde seu lançamento em 2017, ocorreram diversos campeonatos mundiais e regionais. O campeonato mundial do jogo é o Free Fire World Series, que ocorreu pela primeira vez em 2019 sob o nome Free Fire World Cup. Existem diversos campeonatos regionais, incluindo a Liga Brasileira de Free Fire. A recepção dos campeonatos é geralmente positiva, atraindo um alto número de espectadores simultâneos.

## Campeonatos

### Primeiros campeonatos
Free Fire foi lançado pela Garena em 4 de dezembro de 2017. Em menos de um ano de lançamento, ocorreram torneios competitivos do jogo. Free Fire foi escolhido como o jogo da segunda edição da ASUS King of Mobile, ocorrida em 17 de março de 2018 na Malásia, contando com 80 participantes. No Brasil, ocorreu entre 15 e 24 de setembro a Copa do Brasil de Free Fire, reunindo 4 320 jogadores divididos em 864 equipes. A Brasil Game Cup, torneio da Brasil Game Show, sediou um campeonato de Free Fire no dia 14 de outubro.

### Campeonatos mundiais
O primeiro campeonato mundial do jogo foi a Free Fire World Cup 2019, que ocorreu em Bangkok, na Tailândia. A premiação total foi de 100 mil dólares. A final aconteceu entre os dias 6 e 7 de abril, tendo a EVOS Capital, da Indonésia, como vencedora, ganhando 50% do prêmio total. O MVP (Most Valuable Player, lit. "jogador mais valioso"), Kronos, da equipe brasileira GPS Veteranos, ganhou dois mil dólares. Na abertura da segunda temporada da Free Fire Pro League (mais detalhes abaixo), em 20 de julho, a Garena anunciou que o próximo campeonato mundial ocorreria no dia 16 de novembro, no Rio de Janeiro. Agora chamado de Free Fire World Series, o ganhador foi o Corinthians, recebendo o prêmio de 400 mil dólares. Bruno "Nobru" Goes, do mesmo time, foi o MVP do torneio.
Em novembro de 2020, ocorreria uma nova edição do Free Fire World Series, novamente no Brasil. No entanto, devido à pandemia de COVID-19, o evento foi cancelado. Em seu lugar, ocorreu o Free Fire Continental Series, que foram três torneios completamente online, um com times da América, outro da região EMEA (Europa, Oriente Médio e África) e o último da Ásia. Cada torneio regional começou em 21 de novembro e terminou com as finais nos dias 28 e 29, dependendo da região. A Team Liquid (Brasil), a Sbornaya ChR (Comunidade dos Estados Independentes) e a EXP Esports (Tailândia) ganharam o campeonato para suas respectivas regiões. Cada time ganhador obteve 80 mil dólares do total de 900 mil. O Free Fire World Series de 2021 ocorreu entre os dias 22 e 29 de maio em Singapura, tendo como vencedora a equipe Phoenix Force, da Tailândia, que recebeu 500 mil dólares.

### Campeonatos regionais
Existem diversos campeonatos regionais oficiais de Free Fire. No Brasil, é a Liga Brasileira de Free Fire, que substituiu a Free Fire Pro League no início de 2020. Em 2021, o número de regiões competitivas subiu para 16. Torneios regionais já ocorreram em regiões como Índia, América Latina, Indonésia Comunidade dos Estados Independentes, Europa, Bangladesh, Paquistão, Tailândia, dentre outras.

## Recepção
Campeonatos de Free Fire são muito populares, especialmente no Brasil. Em 2019, as três maiores audiências de espectadores simultâneos do YouTube no país são de torneios do jogo: 1,2 milhões durante a Free Fire World Series, 1 milhão com as finais da Free Fire Pro League Season 3, e 736 mil com as finais da FFPL Season 2. Somando todas as plataformas de streaming, houve mais de 1 milhão de espectadores simultâneos na Free Fire World Cup 2019, sendo que 40% desses foram contabilizados da transmissão oficial brasileira. A Free Fire Continental Series 2020 Asia teve um pico de 2,5 milhões de espectadores, um recorde para o jogo. Segundo a Garena, a competição em geral foi a segunda mais vista do YouTube naquele ano. A final do Free Fire World Series 2021 em maio daquele ano foi assistida por mais de 5,4 milhões de espectadores, sendo portanto o evento de esports mais assistido da história, e superou o recorde de 3,9 milhões de espectadores da edição de 2019 do mesmo torneio.

### Inclusão
Alguns consideram Free Fire como um dos jogos mais inclusivos do esporte eletrônico, possivelmente por ser um jogo leve que é jogável mesmo em celulares de baixo custo. Campeonatos ajudam no crescimento do cenário feminino do Free Fire, com torneios como a Liga NFA Feminina e o CampLota. A Central Única das Favelas (CUFA) anunciou em outubro de 2020 a Taça das Favelas Free Fire, torneio exclusivo para jovens moradores de favela do Brasil. A Copa das Aldeias foi o primeiro campeonato de Free Fire exclusivo para as comunidades indígenas do país, começando no dia 10 de dezembro.